# 莫雷泰
莫雷泰是立陶宛烏田納縣莫雷泰區内的城市，位於該國東北部，距離首都維爾紐斯60公里。面積3.77平方公里，海拔高度155米，2013年人口6,302。第二次世界大戰期間，納粹德國在1941年8月29日殺害當地約700名猶太人居民。